# Apostolepis sanctaeritae
Apostolepis sanctaeritae, serpente neotropical da família Dipsadidae, uma dentre as diversas referidas como “falsa cobra coral”, é uma serpente endêmica do Brasil. Anteriormente nomeada como Apostolepis ammodites, foi sinonimizada sendo Apostolepis sanctaeritae o nome válido atualmente.

## Morfologia geral
A Apostolepis sanctaeritae chega a 634 mm de comprimento total máximo, uma espécie relativamente grande. Sua cabeça possui um formato subcilíndrico, a qual não apresenta nítida do pescoço, com focinho arredondado ao mesmo tempo proeminente e olhos pequenos com pupila subelíptica; corpo alongado cilíndrico; cauda curta, grossa e pontiaguda. É caracterizada pela coloração, apresentada em vida, homogênea vermelha ou laranja no dorso do seu corpo, cabeça preta em vista dorsal exibindo entre as escamas rostral e frontal uma mancha branca, também observa-se uma mancha supralabial pequena, um colar na nuca branco alternando entre 2 a 6 escamas de comprimento, seguido de colar preto largo na nuca variando de 4 a 7 escamas de comprimento, pode apresentar um pequeno colar branco subsequente entre 1 a 3 escamas de comprimento e uma mancha preta na cauda. Seu ventre mostra-se análogo ao padrão dorsal, coloração laranja uniforme mais claro que em vista dorsal com manchas pretas infralabiais e ocasionalmente abaixo do colar preto e branco da nuca manchas pretas e mancha preta caudal; a folidose, ou seja seu padrão de distribuição de escamas, não atingem a metade de sua sutura interprefrontal; osteologia marcada pelos dentes curvos com 8–9 loci dentários, crista pré-articular moderadamente maior que a crista surangular.

## Distribuição geográfica
Os registros de distribuição relatam que esta espécie é restringida à área central e nordeste do cerrado brasileiro, situando-se nos estados de Goiás, Minas Gerais e Mato Grosso.

## Aspectos biológicos
São serpentes fossoriais encontradas em porções de vegetação descampadas do Cerrado, a qual acredita-se estar limitada a solos arenosos. Aquilo que se conhece quanto aos hábitos alimentares das espécies inerentes ao gênero Apostolepis está limitado a eventuais registros aleatórios e não foram realizadas publicações analisando a constituição alimentar destes animais. Deste modo, a alimentação habitual documenta deste grupo de serpentes consiste em pequenos vertebrados incluindo diferentes répteis de pequeno porte serpentiformes, assim como anfisbenídeos e outras serpentes. São animais ovíparos e não foram achados mais estudos sobre a reprodução dessa espécie.

## Estado de conservação da espécie
O Ministério do Meio Ambiente do Brasil coloca a serpente como menos preocupante no Livro Vermelho da Fauna Brasileira Ameaçada de Extinção (2018) e não há indícios relevantes de ameaça. O mesmo posicionamento foi dado pela União Internacional para a Conservação da Natureza (IUCN), e está listada como menos preocupante na Lista Vermelha de Espécies Ameaçadas publicada em  2012.